# Helmut Friedrich Schäffenacker
Helmut Friedrich Schäffenacker (* 5. Juli 1921 in Ulm; † 19. August 2010 ebenda) war ein deutscher Maler, Bildhauer und Keramiker.

## Leben und Werk
Helmut Friedrich Schäffenacker wurde am 5. Juli 1921 als Sohn des Kunstmalers Otto Schäffenacker in Ulm geboren. Dort absolvierte er ab 1935 eine kaufmännische Lehre mit anschließender Anstellung. Im Mai 1940 wurde er einberufen zum Sanitär-Ersatz-Bataillon der Waffen-SS, wo er zum Sanitäter und Kraftfahrer ausgebildet wurde. Bis zum Ende des Zweiten Weltkrieges war Schäffenacker im Sanitätsdienst der Waffen-SS, wo er zum 9. November 1943 zum SS-Untersturmführer befördert wurde. Unter anderem nahm er 1943 erfolgreich an einem Lehrgang der Kraftfahrtechnischen Lehranstalt teil.
Nach Kriegsende kam er ins Internierungslager in Neuengamme, dort skizzierte er in Bleistiftzeichnungen die Lagersituation. Er konnte dann bei Bildhauer Diwerge und Prof. Peters, Hamburg, studieren. 
1947 kehrte er nach Ulm zurück und begann seine künstlerische Tätigkeit als Maler und Bildhauer. 
1949 schloss er eine Ausbildung bei dem Bildhauer Rudolf Pauschinger in Stuttgart ab. 1948 gründete er in Ulm das „Atelier Schäffenacker“. Dort malte er, schuf Skulpturen aus Holz und Stein und begann auch als Keramiker zu arbeiten.
Zunächst entwarf er Gebrauchsgegenstände wie Vasen, Aschenbecher oder Schalen. In der zweiten Hälfte der 1950er Jahre entstanden Wandplatten mit Reliefdekoren, vornehmlich mit figurativen Motiven. Als Plastiken fertigte er beispielsweise Tiere. Später entwickelten sich die Formen der Gebrauchsgegenstände immer mehr zu skulpturalen Objekten, und die Motive der Wandplatten wurden freier und abstrakter.
Schäffenacker arbeitete in den 1950er Jahren überwiegend mit weißem, später die Vasen und Schalen fast ausschließlich in rotem Scherben. Gestempelt sind die Wandkeramiken in der Regel mit einem Prägestempel: „Schäffenacker, handgeformt, Ulm/Do., Made in Germany“. Vasen, Schalen etc. sind nur manchmal mit diesem Stempel geprägt, dafür aber mit einer Nummer versehen. Teilweise wurden an den Keramiken Klebeetiketten angebracht, in den 1950er Jahren mit „Atelier Schäffenacker“, später mit schwarzem „Sch“ auf goldenem Grund.
1960 zog er mit seiner Werkstatt und seiner Familie nach Ulm-Böfingen. Er arbeitete dort mit drei Brennöfen und teilweise bis zu zehn Mitarbeitern. Alle Arbeiten waren entweder Unikate oder wurden in der Werkstatt in Kleinserien bis zu einhundert Stück aus Gipsnegativen oder mit Gipshohlformen gegossen.
Neben seinem keramischen Schaffen war Schäffenacker Maler und Bildhauer, seine Arbeiten führte er in verschiedenen Materialien aus, bevorzugt in Edelstahl und Bronze, aber auch Stein, Holz und in Materialkombinationen. Er stattete zahlreiche öffentliche Gebäude (Kunst am Bau), vor allem Schulen, mit Wandreliefs aus, und entwarf unter anderem Brunnen und Skulpturen für den öffentlichen Raum. Ebenso entwarf er Wandreliefs für Privathäuser, u. a. für Schwimmbäder.
Zu Beginn der Manufaktur verkaufte der Künstler überwiegend lokal und regional, ab Mitte der 1950er Jahre begann er, an Messen teilzunehmen und vertrieb seine Arbeiten über den Einzelhandel in verschiedenen Städten, sowohl in Deutschland als auch im angrenzenden Ausland.
Die Wandreliefs sind fast ausschließlich in „Stegtechnik“ ausgeführt. Die Bildmotive auf den Wandreliefs spiegelten zum einen den Zeitgeist der 1950er, 1960er und 1970er Jahre, und zum anderen prägten sie und seine in seinem typischen Stil entworfenen Gebrauchskeramiken die Ästhetik der Keramikherstellung in diesen Jahren in Deutschland mit.
Schäffenacker erhielt eine Vielzahl von nationalen und internationalen Preisen für seine keramischen Arbeiten. In der Laudatio zum 85. Geburtstag des Künstlers schrieb Justus Engelfried: „Die Einzelobjekte sind herausragende Arbeiten deutschen und internationalen Keramikdesigns (z. B. die Vasenobjekte). Die Wandplatten sind in ihrer Vielfalt und Anzahl in Deutschland einzigartig. Das gesamte keramische Schaffen des Gestalters und Künstlers Schäffenacker … sucht wahrscheinlich sogar weltweit seinesgleichen.“
1993 endete altersbedingt das keramische Schaffen des Künstlers, als er die Brennöfen seines Ateliers demontieren ließ.

## Auszeichnungen und Ehrungen
- 1953: Kunstpreis der Jugend, Stuttgart.
- 1966 und 1969: Diploma beim Concorso Internazionale della Ceramica d’Arte, Faenza
- 1975: XXXIII Concorso internazionale della ceramica d’arte contemporanea, Faenza: Erster Preis der Camera Commercio Ravenna.
- 1986: Verdienstmedaille des Verdienstordens der Bundesrepublik Deutschland.
- 1990: Uraufführung von „Zwei Orchesterbilder nach Schäffenacker“, op. 34 von Jörg Riedlbauer, eine Auftragsarbeit für das Philharmonische Orchester der Stadt Heidenheim

## Ausstellungen

### Einzelausstellungen
- 1972: PUB – Stockholm/Schweden
- 1979: „Helmut Schäffenacker, Entwürfe und Werke“, Dresdner Bank, Koblenz
- 1980/1981: „Schäffenacker, Maler, Bildhauer, Keramiker“, Sparkasse und Schloss Wertingen,
- Galerie Krichel, Mönchengladbach
- Galerie der Volksbank, Esslingen
- 1983: „Plastik – Objekte“, VBKW, Künstlerhaus Ulm
- 1986: „Club der Begegnung“, Ursulinenhof Linz/Österreich
- 1992: „Objekte, Plastik, Kunst 1950–92“, VBKW, Künstlerhaus Ulm
- 1997: „Helmut Schäffenacker, 30 + 1 (100), Plastiken, Bilder, Objekte in der Bank“, Galerie Ulmer Volksbank, Ulm
- 1998: Galerie im Kornhauskeller, Ulm

### Arbeiten im öffentlichen Raum (Auswahl)
- Banken: Sparkassen Blaustein (Keramikwand), Laupheim, Weißenhorn, Illertissen (Keramikwand), Langenau (Keramikwand mit Brunnen); Ulmer Volksbank (Keramikwand)
- Schulen in Illertissen, Ingerkingen, Pfaffenhofen, Realschule Burgau (Keramikwand), Brauereischule Ulm (Keramikwand)
- Firmengebäude: AOK Ulm; IHK Ulm (Keramikmosaik)
- Skulpturen auf dem Augsburger-Tor-Platz, Neu-Ulm;
- Wielandbrunnen, Ulm; Friedrichsau, Ulm